# Deštná (okres Blansko)
Obec Deštná se nachází v okrese Blansko v Jihomoravském kraji. Žije zde 214 obyvatel. Obec se skládá ze dvou částí, vlastní Deštné a vesnice Rumberk.

## Historie
První písemná zmínka o obci pochází z roku 1317. Už před třicetiletou válkou zde stála fara a kostel. Kostel měl stát podle tradice na místě dnešního hřbitova, fara na jiném místě. O stáří zdejšího kostela vypovídá zvon s datem 1508. Současný kostel byl postaven v letech 1781 až 1782.

## Pamětihodnosti
- Kostel svatého Petra a Pavla
- Zřícenina hradu Rumberk

## Osobnosti
- Jan Leinweber (1902–1942), člen odbojové skupiny Londýn, popraven gestapem 13. června 1942 v brněnských Kounicových kolejích, v obci je mu věnována pamětní deska (umístěna na budově místní sokolovny, kde byl vyslýchán)[5]

## Galerie

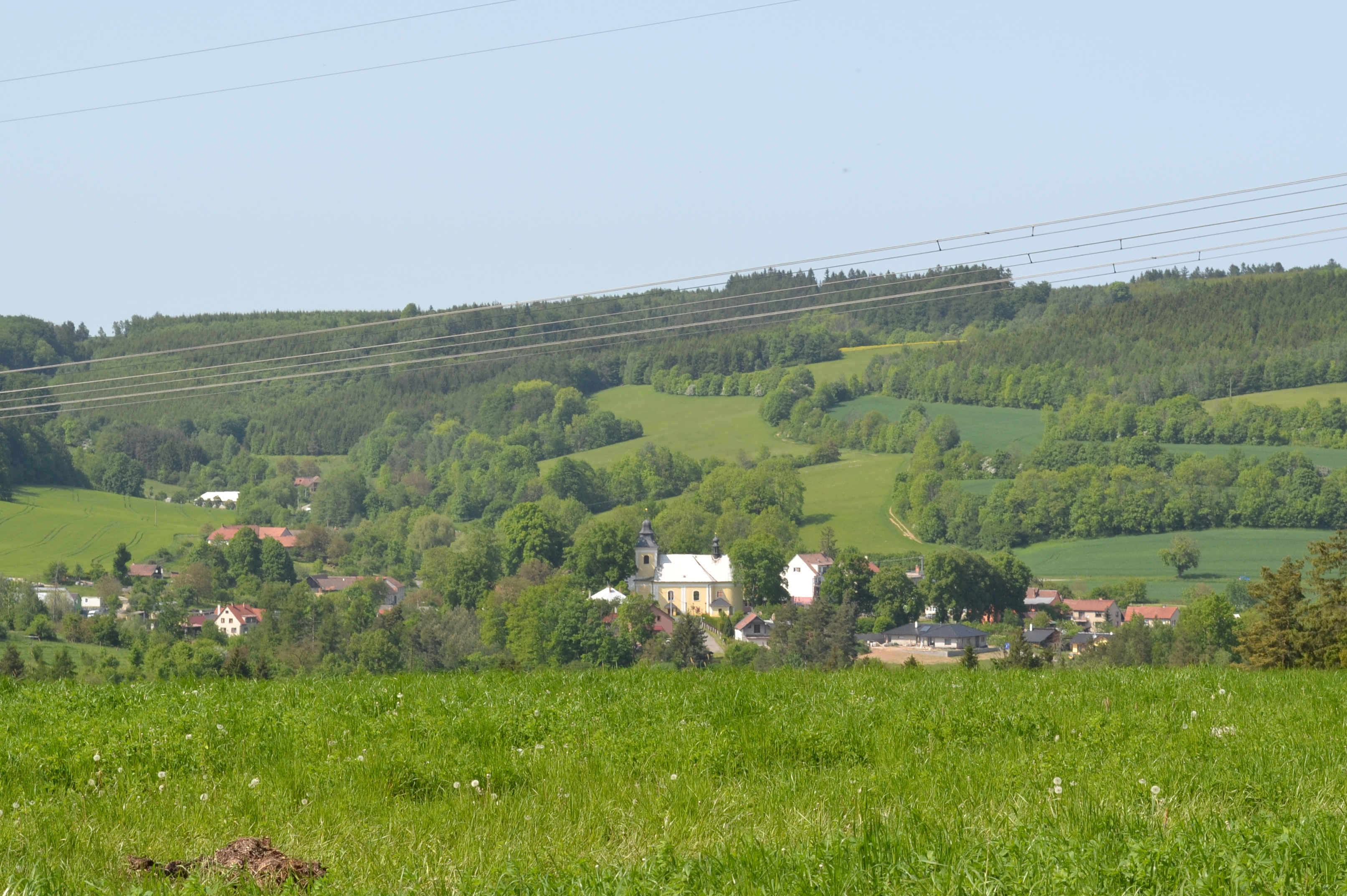
Pohled od jihu
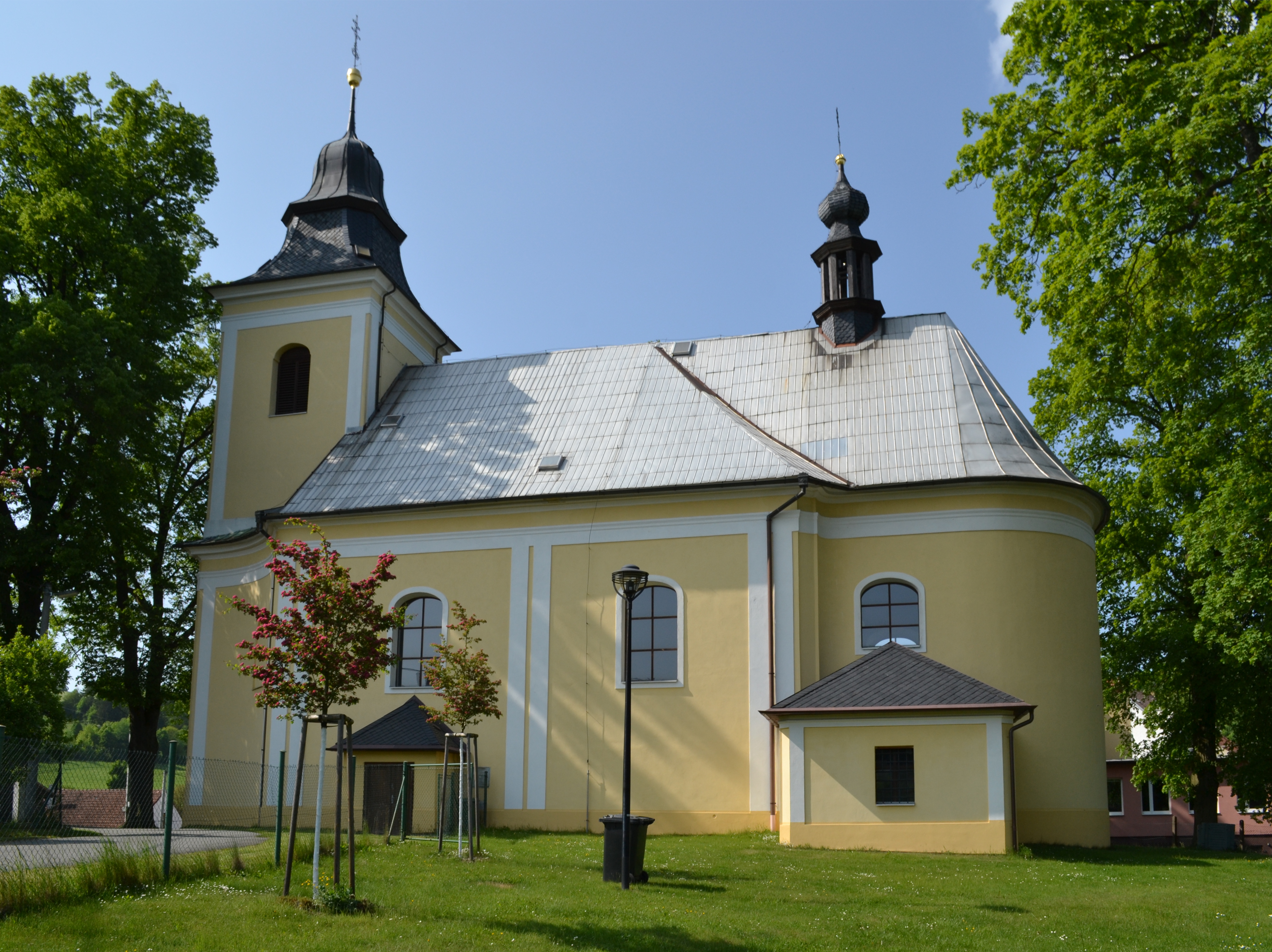
Kostel sv. Petra a Pavla
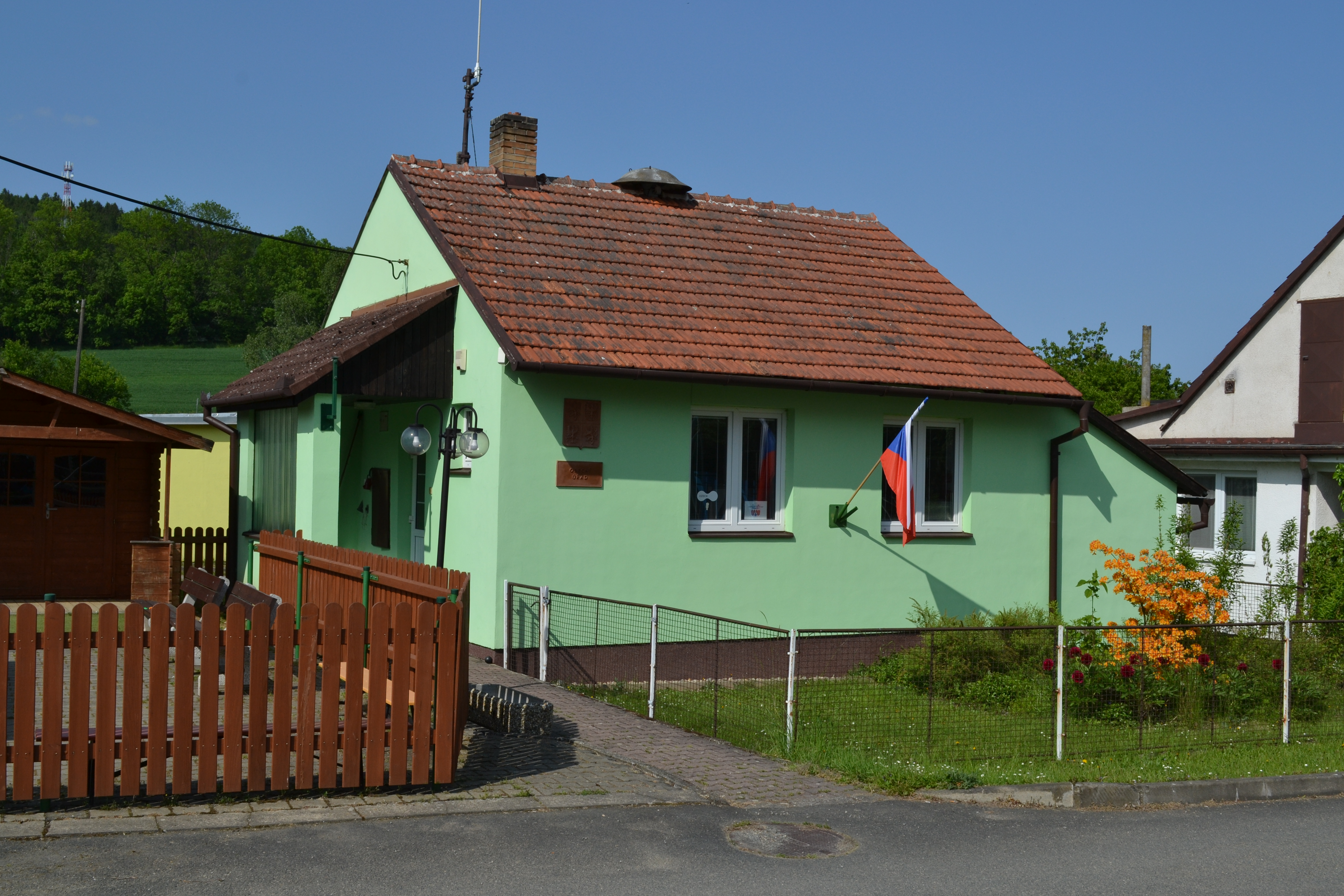
Obecní úřad
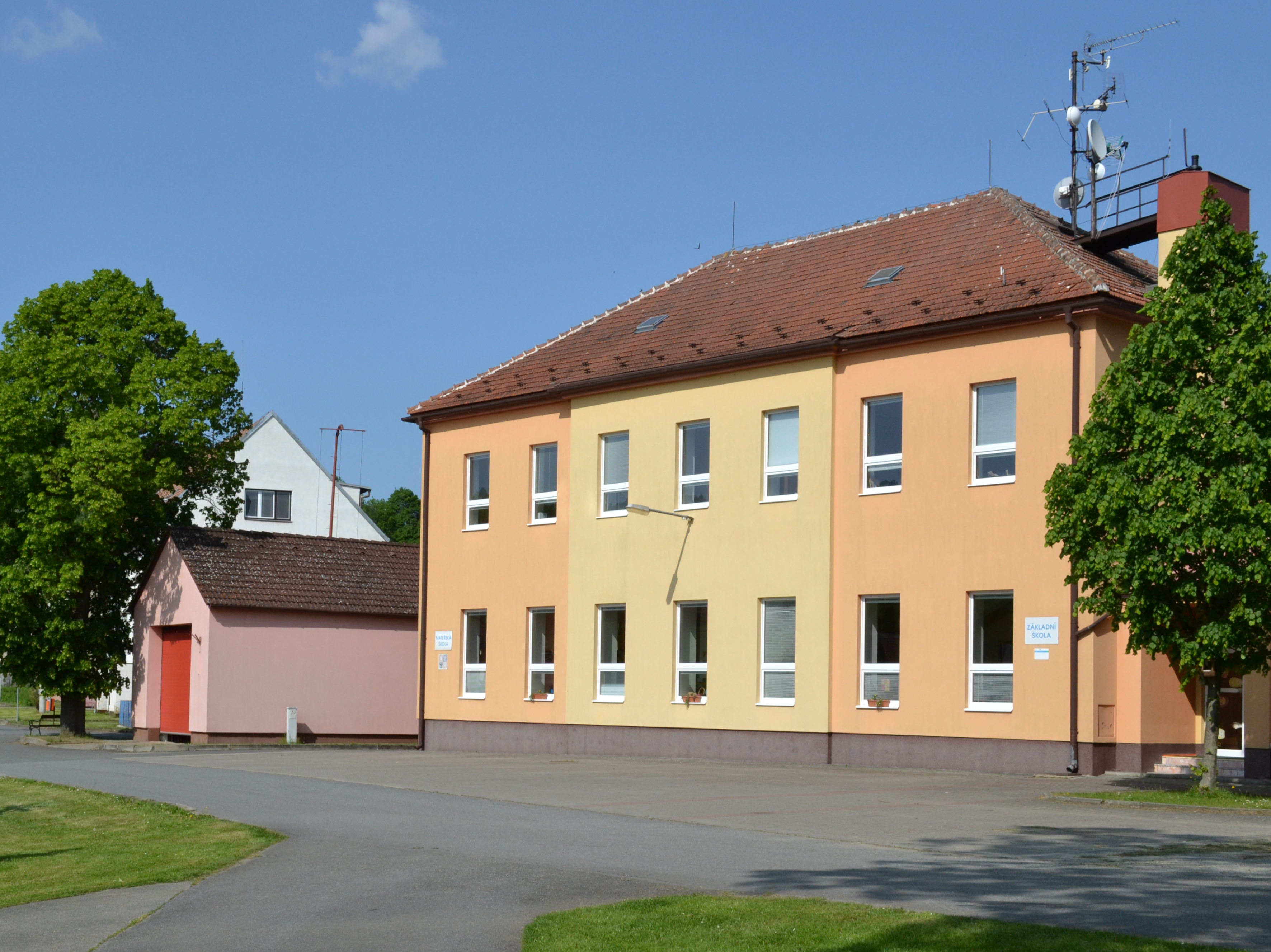
Základní škola
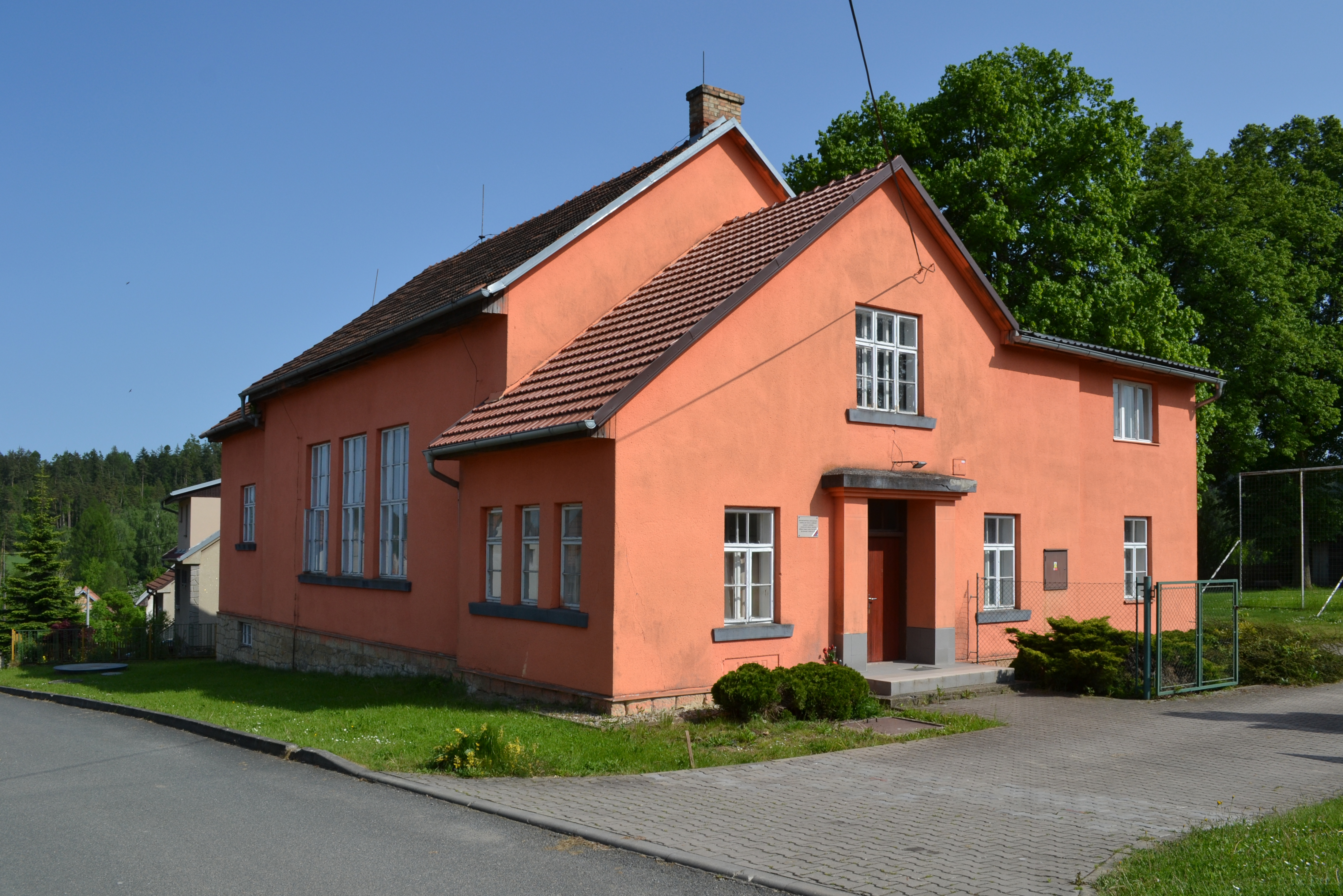
Sokolovna